# Бивероне (Венеција)
Бивероне (итал. Biverone) је насеље у Италији у округу Венеција, региону Венето.
Према процени из 2011. у насељу је живело 441 становника. Насеље се налази на надморској висини од 0 м.